# Dollywood

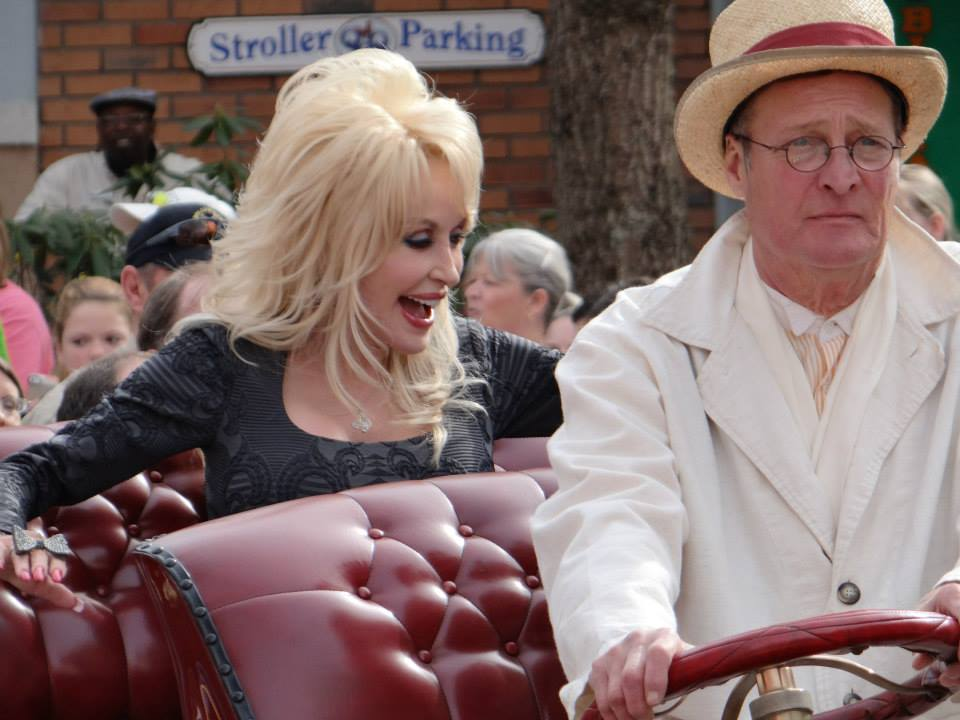
Dolly Parton in Dollywood (2014)

Dollywood is een themapark gewijd aan Dolly Parton. Het is in handen van entertainer Dolly Parton en Herschend Family Entertainment. Het is gelegen in Pigeon Forge, Tennessee in de Verenigde Staten. Dollywood heeft 3.000 mensen in dienst, waarmee het de grootste werkgever is in de omgeving.
Naast de standaard pretpark-thrillrides biedt Dollywood traditionele ambachten en muziek uit het Smoky Mountains gebied. Dollywood is ook eigenaar van het aangrenzende Dollywood's Splash Country (zwemparadijs met glijbanen) en de keten van Dixie Stampede Dinner theaters. Het park verzorgt een aantal concerten en muzikale evenementen per jaar met optredens van Dolly Parton en haar familie en andere nationale en lokale muzikale acts. Zo heeft onder anderen goede vriend Kenny Rogers optredens verzorgd in het park.
Dollywood krijgt 2,5 miljoen gasten in een seizoen. Vanaf 2009 is er een stijging van 1,3 miljoen bezoekers in vergelijking met 1986 toen het park werd geopend. Met ingang van 2010 is het park elk jaar de grootste "betaalde" toeristische attractie in Tennessee. Parton schrijft een groot deel van het succes van het park toe aan zijn ligging dicht bij Great Smoky Mountains National Park. Aangezien (vanaf 2010) 88 procent van de toeristen in Tennessee Dollywood bezocht, is de economische impact van een grote toeristische attractie als Dollywood belangrijk voor de economie in de regio van de staat, aldus Susan Whitaker, toerismecommissaris van de staat. Het themapark is operationeel van maart tot en met december.
Dollywood is ook de plek van de Southern Gospel Museum and Hall of Fame, gesponsord door de Southern Gospel Music Association, een onafhankelijke non-profitorganisatie.
Parton zei in 2010 dat ze in de toekomst graag meer Dollywood-parken wil openen. "We zijn zeker druk bezig met uitbreiden van nieuwe dingen in het park." In de toekomst ziet ze een resort nog wel zitten. "We kunnen uiteindelijk Dollywoods openen in andere delen van de Verenigde Staten, waar we trouw kunnen blijven aan dat deel van de wereld waar het park zich bevindt."

## Achtbanen
| Naam                | Jaar opening | Jaar sluiting | Type                     | Bouwer                       |
| ------------------- | ------------ | ------------- | ------------------------ | ---------------------------- |
| Blazing Fury        | 1978         |               | Overdekte achtbaan       | Dollywood                    |
| FireChaser Express  | 2013         |               | Stalen achtbaan          | Gerstlauer                   |
| Lightning Rod       | 2016         |               | Houten achtbaan          | Rocky Mountain Construction  |
| Mystery Mine        | 2007         |               | Stalen achtbaan          | Gerstlauer                   |
| Sideshow Spin       | 2005         | 2016          | Stalen mini-achtbaan     | L&T Systems                  |
| Tennessee Tornado   | 1999         |               | Stalen achtbaan          | Arrow Dynamics               |
| Thunder Express     | 1989         | 1998          | Mijntreinachtbaan        | Arrow Dynamics               |
| Thunderhead         | 2004         |               | Houten achtbaan          | Great Coasters International |
| Whistle Punk Chaser | 2017         |               | Stalen mini-achtbaan     | Zamperla                     |
| Wild Eagle          | 2012         |               | Wing Coaster             | Bolliger & Mabillard         |
| The Dragonflier     | 2019         |               | Suspended Family Coaster | Vekoma                       |
| Big Bear Mountain   | 2023         |               | Family Launch Coaster    | Vekoma                       |

## Ongelukken
- In 2014 werd het park aangeklaagd nadat een vrouw uit de Waltzing Swinger viel.[1]

1980 Magic Kingdom (VS) ·
1982 Opryland USA (VS) ·
1986 Epcot (VS) ·
1988 Knott's Berry Farm (VS) · 
1990 Europa-Park (DE) ·
1992 Efteling (NL) ·
1994 Universal Studios Florida (VS) ·
1996 Cedar Point (VS) ·
1998 Silver Dollar City (VS) ·
2000 Hersheypark (VS) ·
2002 Busch Gardens Europe (VS) ·
2004 Holiday World (VS) ·
2006 Islands of Adventure (VS) ·
2008 Xetulul (GCA) ·
2010 Dollywood (VS) · 
2012 Ocean Park Hong Kong (CN) · 
2014 Puy du Fou (F) · 
2016 Busch Gardens Tampa (VS) · 
2018 Xcaret Park (MX) · 
2022 Tokyo DisneySea (JP)
- Library of Congress Control Number: sh2009002915
- MusicBrainz: 7f2f6826-c155-4aab-a3ff-6c2949b7b913
- Nationale Bibliotheek van Israël: 987007570346905171
- Virtual International Authority File: 419144782723067746349
- WorldCat: E39PBJgt6mkYYbVMxF3QQyQDv3